# Fourth Dimension
Fourth Dimension은 핀란드 파워 메탈 밴드 스트라토바리우스의 정규 4집이다. 새로운 보컬리스트 티모 코티펠토와 함께한 첫 앨범이며, 투오모 라실라와 안티 이코넨이 참여한 마지막 앨범이기도 하다. 티모 톨키는 여전히 백킹 보컬로서 자신의 목소리를 앨범에 담았다. 앨범 발매 후 밴드는 독일.스위스.네덜란드.핀란드.그리스와 일본에서 투어를 가진다.

## 수록곡
전체 작곡: 티모 톨키
| #             | 제목                                         | 작사                | 재생 시간 |
| ------------- | -------------------------------------------- | ------------------- | --------- |
| 1.            | 〈"Against the Wind"〉                       | 톨키, 티모 코티펠토 | 3:48      |
| 2.            | 〈"Distant Skies"〉                          | 톨키                | 4:10      |
| 3.            | 〈"Galaxies"〉                               | 톨키, 코티펠토      | 5:00      |
| 4.            | 〈"Winter"〉                                 | 톨키                | 6:32      |
| 5.            | 〈"Statovarius"〉                            |                     | 6:22      |
| 6.            | 〈"Lord of the Wasteland"〉                  | 톨키                | 6:11      |
| 7.            | 〈"030366"〉                                 | 톨키                | 5:46      |
| 8.            | 〈"Nightfall"〉                              | 톨키, 라실라        | 5:09      |
| 9.            | 〈"We Hold the Key"〉                        | 톨키, 코티펠토      | 7:53      |
| 10.           | 〈"Twilight Symphony"〉                      | 톨키                | 6:59      |
| 11.           | 〈"Call of the Wilderness"〉                 |                     | 1:30      |
| 12.           | 〈"Dreamspace" (Live)〉 (일본반 보너스 트랙) | 톨키                |           |
| 총 재생 시간: | 총 재생 시간:                                | 총 재생 시간:       | 59:20     |

## 구성원
- 티모 코티펠토 - 보컬
- 티모 톨키 — 기타, 백킹 보컬
- 야리 카이누라이넨 — 베이스
- 안티 이코넨 — 키보드
- 투오모 라실라 — 드럼, 퍼커션